# Luo (jazyk)
Luo je kriticky ohrožený neklasifikovaný jazyk, kterým se mluví v Kamerunu v oblasti Atta, region Adamawa ve středním Kamerunu. Počet mluvčích tohoto jazyka je 1, ale protože je tato informace z roku 1995, je možné, že jazyk luo je v současnosti vymřelý. Jazyk není zařazen do žádné jazykové rodiny, protože je o něm málo informací.